# 丽贝卡·利·朗根戴克

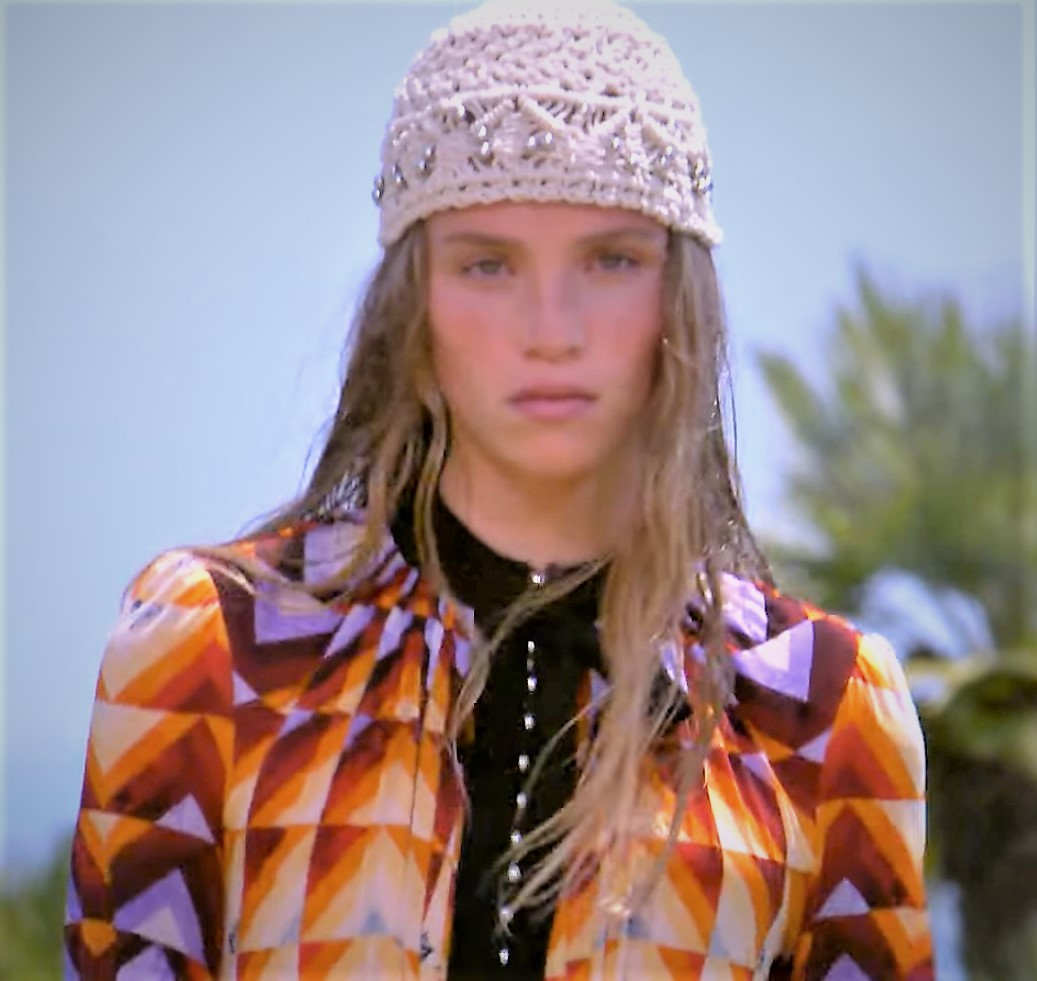
丽贝卡·利·朗根戴克

丽贝卡·利·朗根戴克（Rebecca Leigh Longendyke，1996年7月21日—）是一位美国时尚模特。她曾三度登上意大利版Vogue杂志封面，亦曾登上过巴黎版Vogue杂志、日本版Vogue杂志和德国版Vogue杂志的封面。
她的經紀公司Model Partner最早通过Facebook发现了她，她直到就读于宾汉顿大学期间才开始职业模特生涯。朗根戴克在大学期间主修生物医学工程，毕业后获得学位。